# Tevä
Tevä är en ö i Finland. Den ligger i sjön Ule träsk och i kommunen Paldamo i den ekonomiska regionen  Kajana ekonomiska region  och landskapet Kajanaland, i den centrala delen av landet, 500 km norr om huvudstaden Helsingfors. Öns area är 1,39 kvadratkilometer och dess största längd är 3,1 kilometer i öst-västlig riktning.